# あいの風ライナー
あいの風ライナー（あいのかぜライナー）は、あいの風とやま鉄道及び、IRいしかわ鉄道が、両社線を直通して運行するライナー（ホームライナー）の名称である。

## 概要

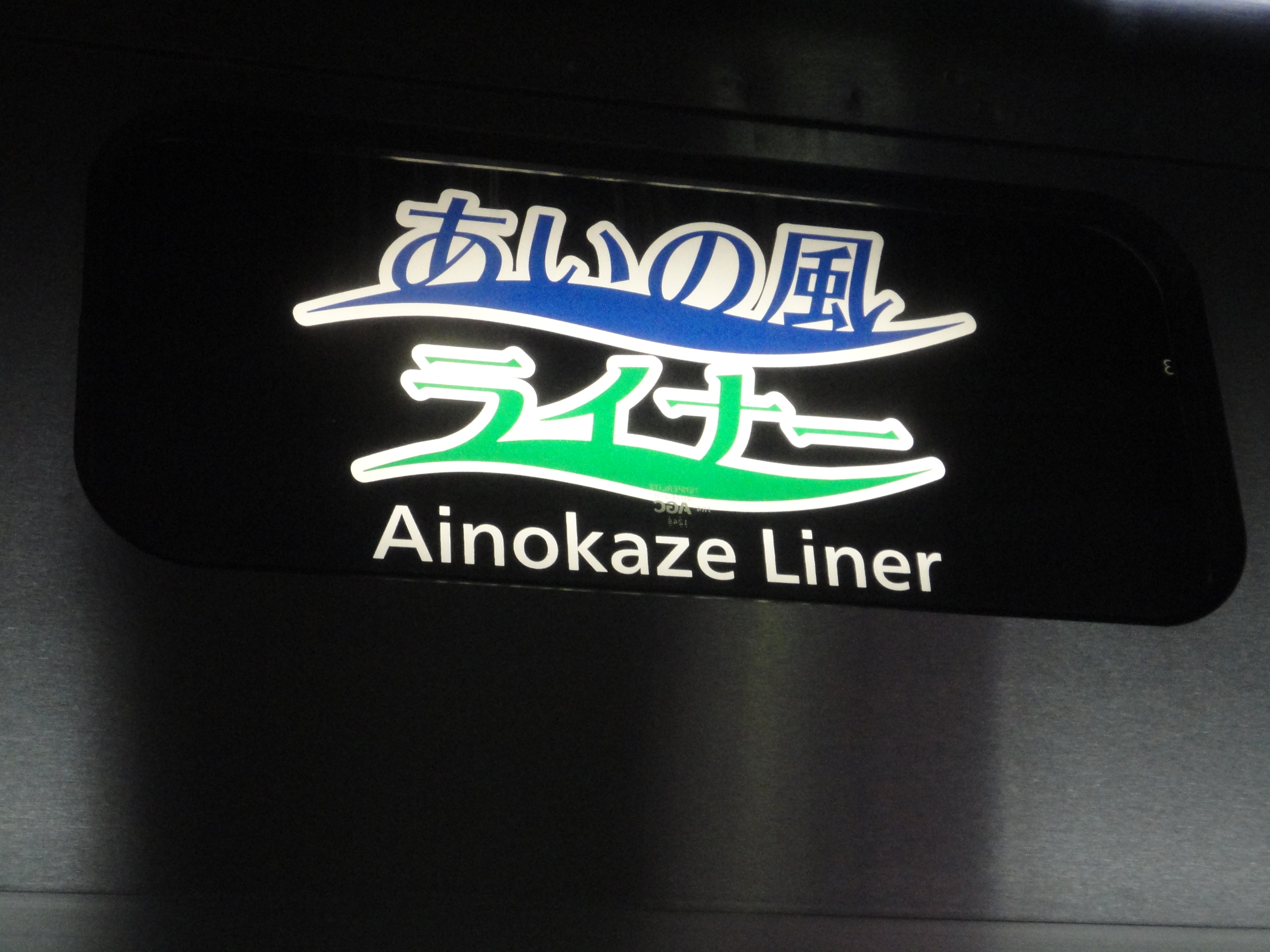
サイドマーク（幕式）

北陸新幹線の長野駅 - 金沢駅間の延伸開業に伴い、並行在来線として西日本旅客鉄道（JR西日本）から経営分離された北陸本線の一部区間を引き継いで開業した第三セクター鉄道2社が、区間内の速達性の向上のため、本列車を開業時点から運行している。全車指定席での運行である。
なお、路線開業日は2015年（平成27年）3月14日であったが、当日は土曜日であるため、実際の運行開始は平日ダイヤ初日の同年3月16日となった。開業当初列車種別は快速列車に準じた扱いであったが、後述の通り誤乗防止のため、2016年3月のダイヤ改正以降、「ライナー」として案内されるようになっている。

## 運行概況
泊駅 - 富山駅 - 金沢駅で、平日の朝夕を中心に運行され、土曜・休日は運行されない。朝の時間帯は泊発金沢行きの上り1本（2号）のみの運転である。夕方以降については、下りは金沢発泊行きを3本（1・3・5号）、上りは泊発で金沢行き1本（4号）が運行されている。全列車があいの風とやま鉄道所属の521系の2両編成で運転され、IRいしかわ鉄道所属の521系は使用されない。開業当初は朝の2号（泊発金沢行き）が4両編成で運転されていた。

## ライナー券
本列車は全車指定席であり、乗車券の他に「ライナー券」が必要となる。料金は1回の乗車につき300円。乗車区間にかかわらず均一で、大人・小児とも同額である。
ライナー券は、本列車の停車駅（IRいしかわ鉄道の金沢駅を含む）および本列車の車内で発売される。2016年（平成28年）6月5日より、乗車日が属する週の前週日曜日から金沢駅以外の本列車の停車駅で事前発売（前売り）するようになった（なお金沢駅でのライナー券発売は2025年4月1日より開始）。それまでの事前発売（前売り）は、乗車日の5日前（土曜日・休日を含まない）から金沢駅以外の本列車の停車駅で行われていた。
但し普通列車と同一の車両を使用している為、普通列車との区別が付き難く誤乗が多い上、集金システムにも問題があり、ライナー券を購入せずに乗車するケースが発生している。こういった状況を受け、2016年3月のダイヤ改正より、車両の種別幕の表示をそれまでのJR西日本仕様である橙色の「快速」から、専用ロゴを使用したものに変更した。

### 発券システム
座席管理データベースはKDDIのクラウドサービスに収められ、駅員・乗務員が操作する端末にはiPadのセルラーモデルを採用、iPadとBluetooth接続されたモバイルプリンターで発券する。携帯電話回線を通じて座席管理データベースにアクセスできるため、車内でも座席番号の印字されたライナー券が発行される。
クラウドや汎用スマートデバイスの採用により、開発・保守費用は大きく抑えられた。徹底的な機能の絞りこみやアジャイル開発の手法により、システムは半年で構築された。

## 停車駅
金沢駅 - 石動駅 - 高岡駅 - 小杉駅 - 富山駅 - 滑川駅 - 魚津駅 - 黒部駅 - 入善駅 - 泊駅
北陸本線時代に金沢駅以東で運行されていた特急が停車していた駅をほぼ踏襲しているが、現在も七尾線からの上り特急が一部停車する津幡駅は通過する。そのため、IRいしかわ鉄道線内の停車駅は始発・終着駅である金沢駅のみで、それ以外の駅はすべてあいの風とやま鉄道線内の駅である。北陸本線時代の土休日に富山駅 → 金沢駅間で運行されていた快速「ホリデーライナーかなざわ」が停車していた福岡駅も通過する。
なお、泊駅以東、市振駅を越えてえちごトキめき鉄道日本海ひすいラインへの乗り入れは行われていない。

## 沿革
- 2015年（平成27年）3月16日 - 開業後最初の平日ダイヤ適用日である同日から運行を開始[3]。3往復運転（うち上り6号のみ泊発富山行き。それ以外は金沢駅 - 泊駅間）。
- 2016年（平成28年）
  - 3月28日 - 3月26日のダイヤ改正により、以下の変更を実施（適用開始）。
    - 県東部の学生の部活動後の下校対策として、6号を廃止して普通列車（引き続き土休日運休）に変更。下り3本・上り2本となり、運転区間は金沢駅 - 泊駅間に統一された。
    - 朝の2号（泊発金沢行き）を4両から2両に減車。これにより、全列車が2両編成での運転に統一された。
    - 専用ロゴを導入した種別幕の使用を開始した。

  - 6月5日 - この日からライナー券の事前発売（前売り）開始日をそれまでの乗車日の5日前（土曜日・休日を含まない）から変更し、乗車日が属する週の前週日曜日分から購入できるようになった。
- 2025年（令和7年）4月1日 - 金沢駅でライナー券取り扱い開始。